# Patrick Gofman
Pour les articles homonymes, voir Gofman.
 (novembre 2021).
Patrick Gofman né en 1949 à Suresnes, est un journaliste, écrivain et traducteur français.

## Biographie
D'origines allemande et russe — son nom est la russification de Hoffmann —, Patrick Gofman naît en 1949[source insuffisante].
Il accomplit son service militaire au 1er régiment de Spahis.
Il s'engage en politique en adhérant à l'Organisation communiste internationaliste (OCI), de laquelle il a été exclu (cet épisode est raconté dans Cœur de cuir) après avoir écrit le roman Les Blondes préfèrent les cons avec Pierre Marcelle, son camarade d'alors. Son pseudonyme dans l'organisation fut "Duchesne".
Depuis, Gofman, après avoir écrit des articles pour le quotidien L'Humanité, s'est rapproché du Front national (FN) et a écrit dans divers titres de la presse nationaliste.
En 1999, il signe pour s'opposer à la guerre en Serbie la pétition « Les Européens veulent la paix », initiée par le collectif Non à la guerre.
Il était secrétaire de rédaction du Libre Journal de la France courtoise de Serge de Beketch, et assistait ce dernier sur Radio Courtoisie jusqu'en 2007.
Exclu de Radio Courtoisie à la mort de Serge de Beketch par son nouveau président Henry de Lesquen, Patrick Gofman est réintégré en nov. 2021 par le président Bouclay. Il a collaboré épisodiquement à divers titres de droite, tels que Rivarol, L'Action française, Flash, Réfléchir et agir, Boulevard Voltaire, Valeurs actuelles (hs), La Nouvelle Revue d'Histoire ou la revue Synthèse nationale.
Gofman fut par ailleurs (2001-2003)[Quand ?] secrétaire de la campagne victorieuse « Liberté pour Édouard Limonov », dont il s'est détaché depuis. Selon Didier Daeninckx, il est un pilier du réseau « rouge-brun » national-bolchévique[réf. nécessaire].

## Œuvres
- Avec Pierre Marcelle, Les Blondes préfèrent les cons, roman, Les Autres, 1979
- Jean Dutourd, essai, Éditions du Rocher, 1994
- Cœur-de-Cuir, roman, Flammarion, 1998[7]
- Le Cauchemar américain raconté à mon cheval, pamphlet, L'Âge d'Homme, 2000[8],[9]
- L'Affaire Limonov, dossier, Dualpha, 2003
- Bats ta femme tous les jours : violent pamphlet de Patrick Gofman, Librairie nationale, 2004. Auto-éd. 2006. Rééd. Le Retour aux sources, 2018. 4e éd. Dualpha.
- Diverses droites, recueil d'articles, Dualpha, 2005, Deterna 2022
- Hillary démasquée, pamphlet, Éditions Pardès, 2008[10]
- Vengeances de femmes, anthologie, Équilatéral, 2009 (rééd. 2011 et 2021)[11]
- Dictionnaire des emmerdeuses, Grancher, 2012
- Dernier amour (illustrations de Catherine Barnay), Amazon Media EU, 2012
- Le Trotskisme dégénéré, Les Bouquins de Synthèse nationale, 2013. 2e édition Dualpha 2023
- Une poupée gonflée : roman noir (photographie de Michel Gofman), Amazon Media EU, 2014
- FOUS DE GOLF: 21 dessins de Patrick Gofman alias Igor O.K., Patrick Gofman (sur Kindle amazon), 2014
- Les Flèches des Parthes, Préface du Pr Yann Le Bohec, Amazon Media EU, 2015
- Émotive et Ardente: roman rose à la Maison-Blanche, Amazon Media EU, 2016
- Traduit de l'anglais : Le Puits et les bas-fonds de G. K. Chesterton, Desclée De Brouwer, 2016.
- Retours, souvenirs de voyage 1968-2016, Le Retour aux sources, 2017
- Tout ça à cause de moi, roman épistolaire, KDP 2019
- Poèmes et chansons, auto-édition, 200 ex. hors commerce. 2019
- Jim et Jules, roman noir, suivi de cinq nouvelles obscures, Éditions Dutan, coll. Les Bergers de l'évasion, 118 p., 2021[12]